# Regiunea Alaotra-Mangoro
Regiunea Alaotra-Mangoro este una dintre cele 22 unități administrativ-teritoriale de gradul I (faritra) ale Madagascarului. Reședința sa este orașul Maintirano.